# Druckverformungsrest

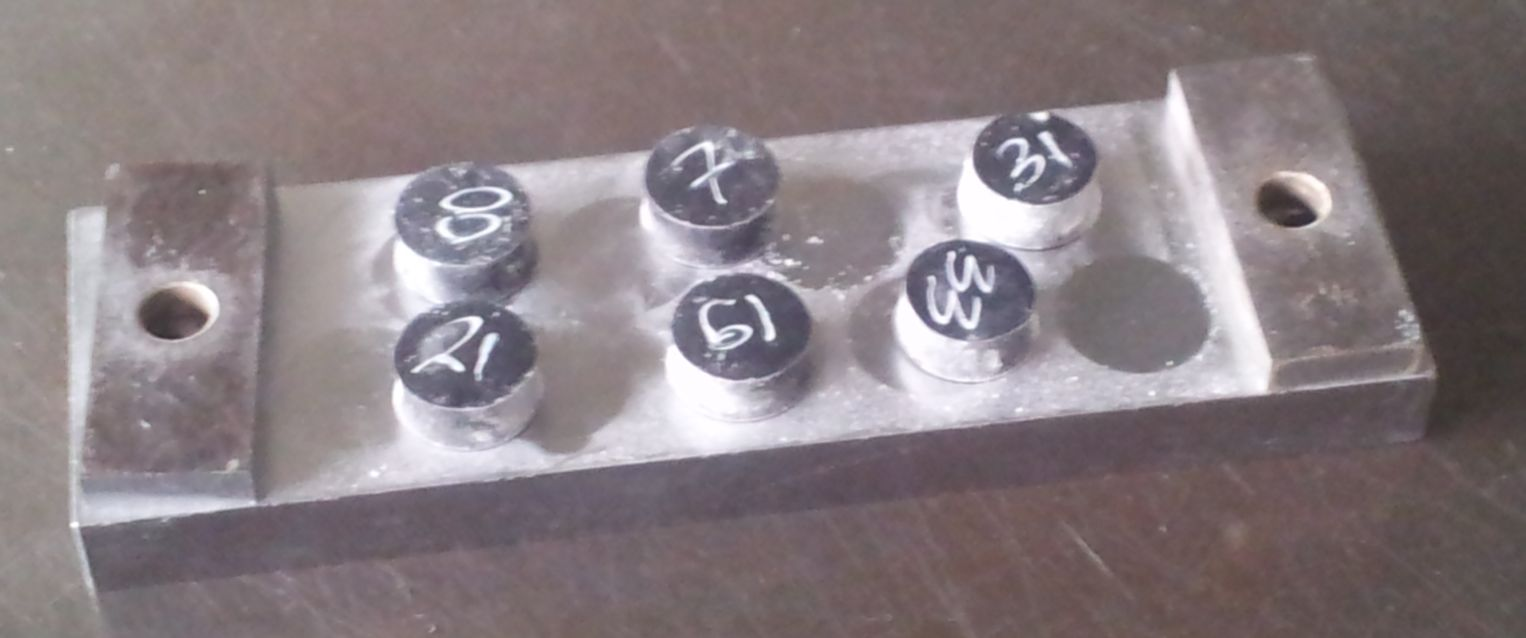
Probekörper, beschriftet und eingepudert, links und rechts die Distanzstücke L1

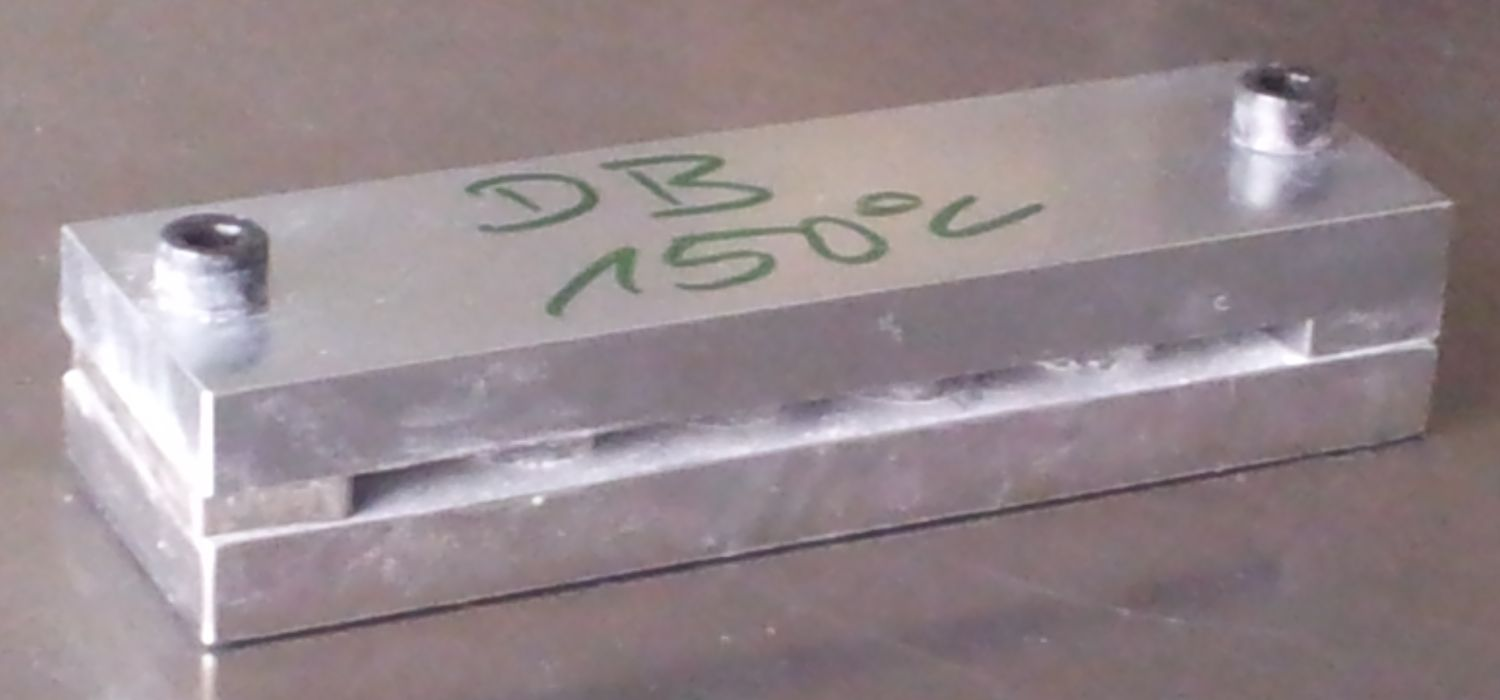
Probekörper, während der Beanspruchung

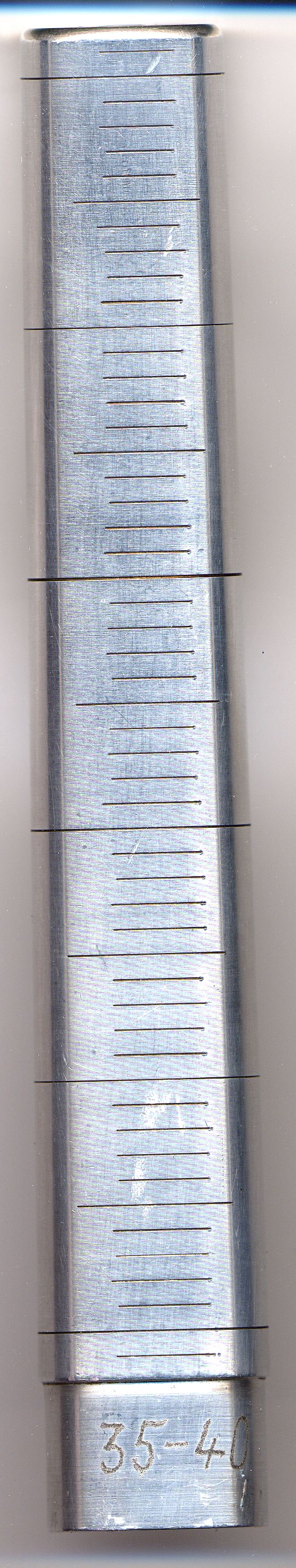
Kegelmessdorn aus Aluminium zur Ermittlung des ZVR

Der Druckverformungsrest (DVR) ist ein Maß dafür, wie sich Elastomere bei lang andauernder, konstanter Druckverformung und anschließender Entspannung verhalten.

## Druckverformungsrest bei Elastomeren
Nach DIN 53 517 bzw. DIN ISO 815 oder ASTM D 395 wird der Druckverformungsrest (DVR, engl. compression set) bei konstanter Verformung gemessen. Dieser stellt den Verformungsanteil des Testmaterials dar.
Viele Testverfahren für Elastomere, wie z. B. die Zugfestigkeit charakterisieren die Qualität und Beschaffenheit des Materials. Der DVR hingegen ist ein wichtiger Faktor, der vor Einsatz eines Materials für einen bestimmten Einsatzzweck beachtet werden muss.
Besonders für den Einsatz von Dichtungen und Unterlegplatten aus Elastomeren ist die bleibende Verformung, der Druckverformungsrest (DVR), eine wichtige Kenngröße.

## Prüfverfahren
Zur Bestimmung dieser Größe wird ein zylindrischer Prüfkörper um z. B. 25 % zusammengedrückt und bei bestimmter Temperatur eine gewisse Zeit so gelagert. Die Temperatur und das Medium (meist Luft, aber auch Öle und andere Gebrauchsflüssigkeiten) für den Druckverformungstest hängt von dem zu testenden Material, seinem geplanten Einsatzzweck und dem Versuchsaufbau ab (z. B. 24 h bei 70 °C für ein EPDM-Profil im Bautenschutz).
30 Minuten nach der Entlastung wird bei Raumtemperatur wieder die Höhe gemessen und daraus die bleibende Verformung ermittelt.
Ein abweichendes Verfahren (Daimler-Benz) schreibt vor, dass die Probekörper 2 Stunden in gespanntem Zustand abkühlen, dann werden sie entspannt und nach 30 Minuten gemessen.
Ein DVR von 0 % bedeutet, dass der Körper seine ursprüngliche Dicke wieder voll erreicht hat (in der Realität unmöglich), ein DVR von 100 % sagt, dass der Körper während des Versuchs völlig verformt wurde und keine Rückstellung zeigt.
Die Berechnung erfolgt nach folgender Formel:
{\displaystyle DVR={\frac {L_{0}-L_{2}}{L_{0}-L_{1}}}\times 100\%}
Wobei:
- {\displaystyle DVR} = Druckverformungsrest in %
- {\displaystyle L_{0}} = Höhe des Probekörpers vor der Prüfung
- {\displaystyle L_{1}} = Höhe des Probekörpers während der Prüfung (Distanzstück)
- {\displaystyle L_{2}} = Höhe des Probekörpers nach der Prüfung

## Praktische Bedeutung
Beispielsweise wird eine Flanschdichtung bei der Montage auf eine bestimmte Dicke zusammengepresst und übt eine Pressung auf die Flanschflächen aus. Im Laufe der Zeit nimmt diese Pressung ab, da sich der Gummi plastisch verformt. Ist dieser plastische Anteil – also der DVR – zu groß, lässt die Presskraft und damit die Dichtwirkung so stark nach, dass Undichtigkeiten auftreten (diese können vollflächig, aber auch nur abschnittsweise auftreten), vor allem dann, wenn sie zu „knapp“ ausgelegt ist. Der DVR sollte beispielsweise bei Flachdichtungen bei der Dauereinsatztemperatur einen Wert von ca. 40 % nicht überschreiten.

## Zugverformungsrest (ZVR)
Bei O-Ringen oder ähnlichen kreisrunden Teilen wird analog der Zugverformungsrest (ZVR) bestimmt: Der Durchmesser der Teile wird mit einem Kegelmessdorn ermittelt, diese werden dann auf einen Metallzylinder mit definiertem Durchmesser gespannt und nach der Beanspruchung wieder zurückgemessen.
Die Berechnung erfolgt nach folgender Formel:
{\displaystyle ZVR={\frac {H_{0}-H_{2}}{H_{0}-H_{1}}}\times 100\%},
wobei:
- {\displaystyle ZVR} = Zugverformungsrest in %
- {\displaystyle H_{0}} = Innendurchmesser des Rings vor der Prüfung
- {\displaystyle H_{1}} = Durchmesser des Prüfdorns während der Beanspruchung
- {\displaystyle H_{2}} = Innendurchmesser des Rings nach der Prüfung